# Mākara River
Der Mākara River ist ein Fluss auf Chatham Island, der größten der Chathaminseln. Er entspringt im Süden der Insel und fließt in nordwestlicher Richtung über etwa 10 km bis zur Mündung in den Te Awainanga River. Kurz hinter der Mündung kreuzt die Waitangi Wharf Owenga Road den Te Awainanga River. Der Fluss mündet bald darauf in die Te Whanga Lagoon.